# Irène Hamoir

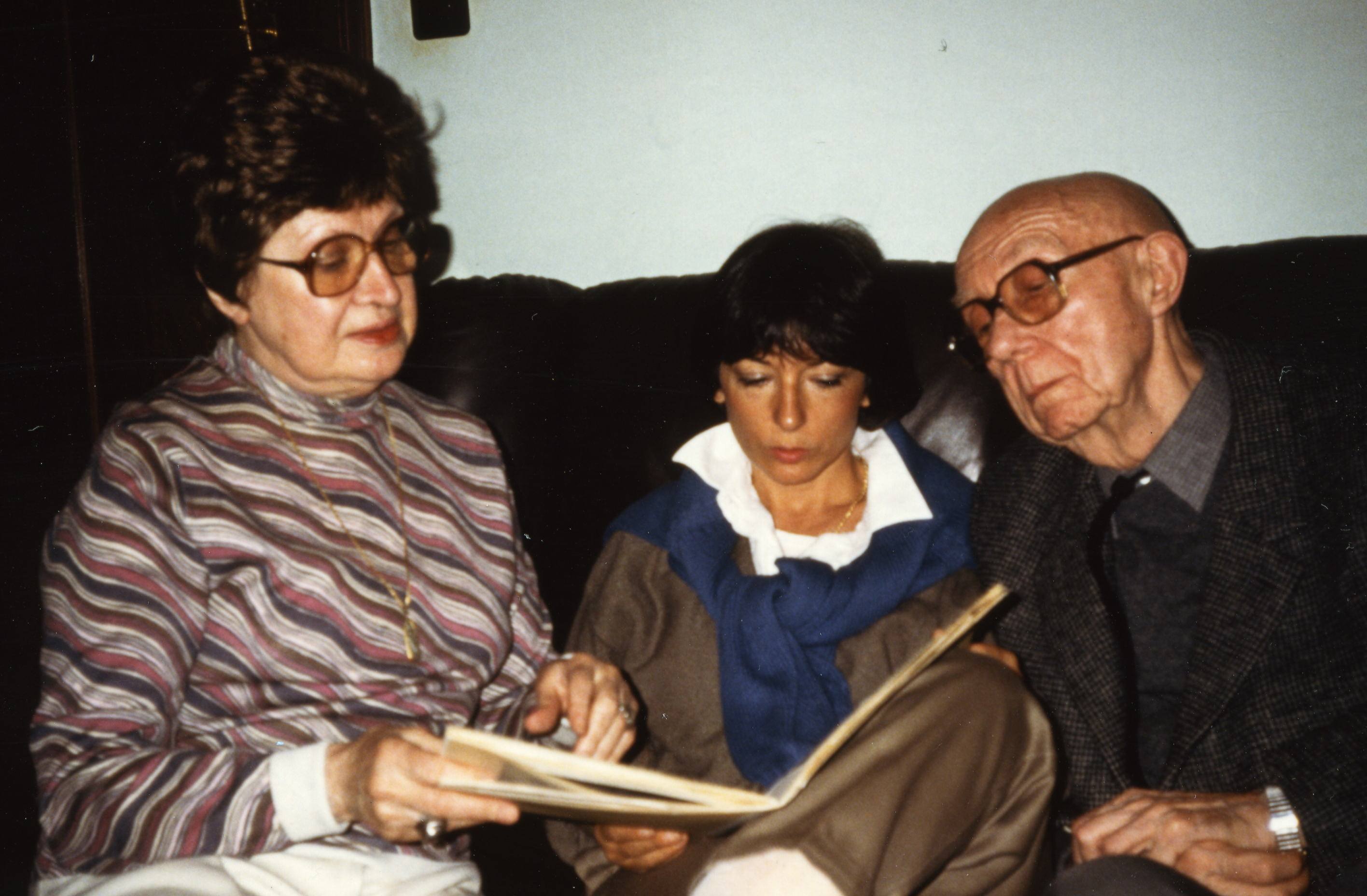
Irène Hamoir (links) mit Louis Scutenaire (rechts), Luzern 1985

Irène Hamoir (* 25. Juli 1906 in Saint-Gilles/Sint-Gillis, Brüssel; † 17. Mai 1994 in Brüssel) war eine belgische Dichterin und Romanautorin und eine wichtige, weibliche Vertreterin des Surrealismus in ihrem Land. Als Ehefrau von Louis Scutenaire taucht sie in seinen Schriften immer wieder unter dem Namen „Lorrie“ auf. Sie ist auch in mehreren Zeichnungen und Gemälden von René Magritte zu sehen.

## Leben
Hamoirs Vater Léopold Hamoir war ein Hutmacher. Über ihre Onkel hatte die Familie Verbindungen in die Artistenszene. Sie traten als Fahrradbalancierer „Mignons Noazetts“ und später als „The Noisets“ auch international auf und führten mit Motorrädern und Autos spektakuläre Nummern auf. Hamoir erwähnt die Tourneen ihrer Onkel in der ersten Kurzgeschichte ihrer zwischen 1932 und 1939 entstandenen Sammlung La Cuve Infernale und in einem Artikel, der 1949 in der Zeitschrift Le Soir illustré veröffentlicht wurde.
Nach einer kaufmännischen Ausbildung arbeitete sie 1922 als Sekretärin in einer Gerberei und Färberei. Als sozialistische Aktivistin nahm sie ab 1924 an zahlreichen Versammlungen teil, näherte sich Camille Huysmans, schrieb ihr erstes Gedicht (1925) und traf in einer Abendschule für Journalisten den Maler Marc Eemans, mit dem sie sich anfreundete. Als dieser an der von der Surrealistengruppe in Brüssel gegründeten Zeitschrift Distances mitarbeitete, lernte Hamoir bei Marcel Lecomte Louis Scutenaire kennen (1928). 1929 wurde sie als Sekretärin bei der Wirtschafts- und Finanzagentur in Brüssel angestellt. Louis Scutenaire schrieb ihr täglich poetische Briefe. Sie heirateten 1930 und zogen nach einer Reise nach Paris und Spanien in die Rue de la Luzerne zu Scutenaires Mutter. 1931 begann Hamoir eine Karriere als Beamtin am Internationalen Gerichtshof. So reiste sie zwischen Genf und Den Haag hin und her, wobei sie manchmal von ihrem Mann, der in die Anwaltskammer in Brüssel eingetreten war, begleitet wurde.
Ihre berufliche Tätigkeit hielt sie nicht davon ab, weiter Brüsseler Surrealistengruppe zu besuchen, zu der Paul Nougé, René Magritte, der Musiker André Souris, Marcel Lecomte, E. L. T. Mesens und Paul Colinet gehörten. Das Ehepaar schloss sich auch der Pariser Surrealistengruppe an. 1935 nahm Irène Hamoir an der Internationalen Ausstellung des Surrealismus in La Louvière teil. Im folgenden Jahr malte René Magritte ihr Porträt. Im August 1937 wohnten Irène Hamoir und Louis Scutenaire bei René Char in Céreste in der Provence, der Hamoir umwarb und ihr amoröse Briefe schrieb. Char, der so verführerisch wie unternehmungslustig war, reiste einige Monate später nach Den Haag, um Hamoir zu treffen. Die Beziehung zu Scutenaire litt darunter. 1939 gab Hamoir ihre Stelle als Beamtin auf. Sie arbeitete an den beiden Ausgaben der Zeitschrift L'Invention collective mit.
Im Mai 1940 verließen Hamoir und Scutenaire angesichts des Vormarsches der deutschen Armee zusammen mit Magritte, Raoul und Agui Ubac Brüssel. Sie kamen in Carcassonne an, wo sie Joë Bousquet, Jean Paulhan, André Gide und Gaston Gallimard trafen. Nach einem Umweg über Nizza kehrten sie nach Brüssel zurück. 1941 arbeitete Hamoir bei der Belgischen Nationalbank und von 1942 bis 1945 in der Verkaufsabteilung der Union Chimique Belge. Ihre Kurzgeschichtensammlung La Cuve infernale erschien 1944. 1945 wurde sie in die Redaktion der Zeitung Le Soir aufgenommen und arbeitete an den Zeitschriften Le Salut public, Le Ciel bleu und La Terre n'est pas une Vallée de Larmes mit, die Marcel Mariën leitete. Sie veröffentlichte Gedichte in der von Christian Dotremont geleiteten Zeitschrift Les Deux sœurs (1946), deren zweite Ausgabe einen Cadavre Exquis enthielt, der neben René Char und Paul Éluard, von Scutenaire und Hamoir unterzeichnet war. Außerdem beteiligte sie sich an der von René Magritte herausgegebenen Zeitschrift Savoir vivre.
Nachdem Hamoir 1949 unter dem Namen „Irine“ Œuvre poétique veröffentlicht hatte, arbeitete sie an zahlreichen Zeitschriften mit, darunter Temps mêlés, die von André Blavier und Jane Graverol gegründet worden war (1953). 1953 erschien auch ihr Schlüsselroman Boulevard Jacqmain, in dem die belgischen Surrealisten unter mehr oder weniger durchsichtigen Spitznamen auftauchen: „Paul Nouguier“ für Paul Nougé, „Gritto“ für René Magritte, „Maître Bridge“ für Louis Scutenaire, „Édouard Massens“ für E. L. T. Mesens, „Bergère“ für Georgette Magritte, „Marquis“ für Paul Magritte, „Sourire“ für André Souris, „Monsieur Marcel“ für Marcel Lecomte, „Evrard“ für Geert van Bruaene, „Delasbyme“ für Denis Marion, „Mouffin“ für Robert Goffin und „Crépue“ für sich selbst. 1955 begann sie, Billets d'Humeur (Stimmungsberichte) für die Petite Gazette zu verfassen. Für Le Soir schrieb sie Nachrufe zu Geert van Bruaene (1964) und Marcel Lecomte (1966).
Von 1971 bis 1975 veröffentlichte Hamoir mehrere Hefte mit Gedichten. Meist zusammen mit Scutenaire schrieb sie Vorworte zu den Ausstellungskatalogen ihrer Malerfreunde (Roland Delcol, Tom Gutt, Yves Bossut, Claudine Jamagne, Rachel Baes, Robert Willems, Roger Van de Wouwer) und arbeitete ab 1972 regelmäßig an der von Tom Gutt herausgegebenen Zeitschrift Le Vocatif mit. 1976 stellte dieser zusammen mit Isy Brachot das poetische Werk von Hamoir in der Sammlung Corne de brune zusammen. 1982 unterzeichneten Hamoir und Scutenaire Elle et lui, ein Vorwort für die Retrospektive René Magritte und den Surrealismus in Belgien, die im Museum der Schönen Künste in Brüssel gezeigt wurde. Nach dem Tod von Louis Scutenaire im Jahr 1987 wurden Auszüge aus ihren Briefwechseln mit André Bosmans, Paul Nougé und Marcel Mariën in der Zeitschrift Les Lèvres nues veröffentlicht. 1992 erschien Croquis de rue, das die Kolumnen von Hamoir für Le Soir zusammenstellte.
Im Nachlass „Irène Scutenaire-Hamoir“ des kinderlosen Paares, dessen Testamentsvollstrecker Tom Gutt ist, an die Königlichen Museen für Schöne Künste in Belgien sind zahlreiche Werke Magrittes (mehr als zwanzig Gemälde, zwanzig Gouachen, vierzig Zeichnungen usw.) enthalten, die sich an den Wänden ihres Hauses in der Rue de la Luzerne befanden, unter anderem: Portrait de Nougé, 1927; La Voleuse, 1927; Découverte, 1927; Personnage méditant sur la folie, 1928; Portrait d'Irène Hamoir, 1936; La Lecture défendue, 1936; Bel Canto, 1938; Les Grandes espérances, 1940; La Cinquième saison, 1943; Le Sourire, 1943; La Moisson, 1943; La Bonne fortune, 1945; Les Rencontres naturelles, 1945; Les Mille et une nuits, 1946; L'Intelligence, 1946; Le Lyrisme, 1947; Lola de Valence, 1948.
Im Katalog der Ausstellung dieses Nachlasses unter dem Titel Irène, Scut, Magritte et Co wird von Catherine Daems analysiert, dass ihre Korrespondenz Anfang 1938 „die Behauptung zulässt, dass nicht Irène Hamoir, sondern Louis Scutenaire Boulevard Jacqmain und La Cuve infernale geschrieben hat. Scut hat geschrieben, Irène hat unterschrieben“, wobei sie jedoch zum Schluss kommt: „Die surrealistische und subversive Antwort, die sich aufdrängt, muss lauten: Es handelt sich um einen falschen Schwindel“. Neuere Analysen sprechen von einem „vierhändigen Werk“.

## Werke (Auswahl)
Lyrik
- Œuvre poétique, 1930–1945 (unter dem Pseudonym „Irine“), Maître François éditeur, Saint Julien de Voventes 1949.
- Ithos (anonym veröffentlicht), Leyden 1971.
- L'Orichalcienne, Daily-Bul, La Louvière 1972.
- Corne de brune, 1925–1976, Isy Brachot et Tom Gutt, Brüssel 1976.
- Le Comparse en fleurs et des aigrelettes, Éditions de l'Orycte, Paris 1977.

Prosa
- La Cuve infernale, Les Éditions Lumière, Brüssel 1944.
- Boulevard Jacqmain, Éditions des Artistes, Brüssel 1953.
- La Cuve infernale, Nouvelles (um Les Fameux Noiset Acrobates Casse-Cou, 1949, und La Tourterelle turque, 1987, erweiterte Ausgabe), Éditions Brassa, Brüssel 1987.
- Question à une tourterelle turque, Brüssel 1989.
- Croquis de rue, Plein Chant, Bassac 1992.